# 513 до н. е.

## Події
- у долин Інду створено перську сатрапію Індуш.
- (чи 514) Сатрап Каптатуки Аріарамн на тридцяти суднах провів вдалу розвідувальну експедицію на терена Скіфії. Захоплено певну кількість бранців, серед яких брат скіфського царя Марсагет.

### Астрономічні явища
- 15 січня. Кільцеподібне сонячне затемнення.[1]
- 11 липня. Повне сонячне затемнення.[1]